# Да тебе није
Да тебе није је двадесети студијски албум српске рок групе Рибља чорба.  Албум је објављен 30. септембра 2019. године за издавачку кућу City Records, а доступан је у дигиталном формату, на компакт-диску и на грамофонској плочи.
Први сингл са овог албума Да тебе није објављен је 2017. године, а недуго након њега премијерно је изведен већ познати хит, Мистер Перфект. Такође, на акустичним концертима у Сава центру извођене су пјесме Од грешке до грешке и Смешан, грешан, и погрешан, као и Волео сам те која се није нашла на албуму али је на њену музику снимљена пјесма Пасији живот. Од љета 2019. године, на сет-листи групе нашла се и балада, Последња. Пјесма Отвори очи је прва пјесма од 1984. године чији текст није написао Бора. На албуму се налази 10 пјесама, као и Ивица Дачић која је 11. бонус пјесма. Албум је сниман у три различита студија, двије и по године.

## Списак пјесама
| №               | Назив                     | Аутор(и)                                             | Трајање |  |
| 1.              | Убијају рокенрол          | Б. Ђорђевић (т) · М. Алексић (м)                     | 3:18    |  |
| 2.              | Да тебе није              | Б. Ђорђевић (т) · Н. Зорић (м)                       | 3:43    |  |
| 3.              | Последња                  | Б. Ђорђевић (т, м) · Н. Зорић (м) · В. Божиновић (м) | 4:52    |  |
| 4.              | Пасји живот               | Б. Ђорђевић (т, м)                                   | 3:46    |  |
| 5.              | Од грешке до грешке       | Б. Ђорђевић (т) · В. Божиновић (м)                   | 4:20    |  |
| 6.              | Мистер Перфект            | Б. Ђорђевић (т) · М. Милатовић (м)                   | 3:40    |  |
| 7.              | Сцена                     | Б. Ђорђевић (т, м) · Н. Зорић (м)                    | 4:18    |  |
| 8.              | Отвори очи                | Ј. Јефтић (т, м)                                     | 4:17    |  |
| 9.              | Смешан, грешан и погрешан | Б. Ђорђевић (т, м)                                   | 4:01    |  |
| 10.             | Крај                      | Б. Ђорђевић (т) · М. Милатовић (м)                   | 3:21    |  |
| 11.             | Ивица Дачић (бонус песма) | Б. Ђорђевић (т) · В. Божиновић (м)                   | 4:56    |  |
| Укупно трајање: | Укупно трајање:           | Укупно трајање:                                      | 44:32   |  |

## Музичари
- Постава групе:
  - Бора Ђорђевић — вокал
  - Миша Алексић — бас-гитара
  - Мирослав Милатовић — бубњеви
  - Видоја Божиновић — гитаре
  - Никола Зорић — клавијатуре
  - Јован Јефтић — пратећи вокал